# 강이황 (일제 강점기 관리)
강이황(姜利璜, 일본식 이름: 岡利晃오카 도시아키, 1897년 3월 ~ ?)은 일제강점기의 관료로, 본적은 평안북도 의주군 광성면이다.

## 생애
1922년부터 1927년까지 평안북도 의주군 광성면장을 역임했으며, 1927년 4월부터 1945년 8월 광복 때까지 평안북도 도평의회원 및 도회의원을 역임했다. 1929년부터 1939년까지 광성수리조합 조합장으로 재직했고, 1932년 8월부터 9월까지 평안북도공직자시찰단의 일원으로 일본 도쿄를 방문하기도 했다.
1935년 4월 다사도철도주식회사 발기인으로 참여했고, 1937년 1월 매일신보 주최로 열린 향촌 갱생계획 재검토 토론회에 출석했다. 1937년 4월 8일 일본 육군대신으로부터 상사품을 하사받았으며 같은 해 7월 19일에는 국방헌금으로 1,000원을 기부했다.
1939년 7월 8일 시국강연회 강사로 활동했으며, 1941년 조선임전보국단 발기인 및 평의원, 1941년 2월 국민협회 상의원으로 참여했다. 1941년 5월 국방헌금으로 500원을 기부했고, 1942년 12월 27일에도 국방헌금으로 50원을 기부했다.
1943년 5월 23일 평안북도 신의주부 부회의원에 임명되었으며, 같은 해 9월 평안북도 신의주 남공립고등여학교 증축비로 1,000원을 기부하여 일본 정부로부터 포장을 받았다. 1943년 10월에 열린 징병제시행감사적미영격멸결의선양전선공직자대회(徵兵制施行感謝敵米英擊滅決意宣揚全鮮公職者大會) 실행위원을 역임했고, 1945년 6월 6일부터 8월 광복 때까지 조선총독부 중추원 참의를 역임했다.
친일파 708인 명단의 중추원 부문, 민족문제연구소의 친일인명사전 수록자 명단의 중추원 부문과 친일단체 부문, 친일반민족행위진상규명위원회가 발표한 친일반민족행위 705인 명단에 포함되었다.

## 가족 관계
- 아버지 : 강흥원(姜興鵷)
  - 부인 : 김봉숙(金鳳淑)
    - 장남 : 강군태(姜君泰)
    - 차남 : 강군택(姜君澤)
    - 삼남 : 강군화(姜君和)
    - 사남 : 강군식(姜君植)
    - 오남 : 강군화(姜君和)

## 참고자료
- 친일반민족행위진상규명위원회 (2009). 〈강리황〉. 《친일반민족행위진상규명 보고서 Ⅳ-1》. 서울. 103~114쪽.